# Броднекс (Вірджинія)
Броднекс (англ. Brodnax) — місто (англ. town) в США, в округах Брансвік і Мекленберг штату Вірджинія. Населення — 283 особи (2020).

## Географія
Броднекс розташований за координатами 36°42′11″ пн. ш. 78°1′55″ зх. д. / 36.70306° пн. ш. 78.03194° зх. д. (36.702953, -78.031937).  За даними Бюро перепису населення США в 2010 році місто мало площу 1,84 км², з яких 1,83 км² — суходіл та 0,02 км² — водойми.

## Демографія
Згідно з переписом 2010 року, у місті мешкало 298 осіб у 117 домогосподарствах у складі 88 родин. Густота населення становила 162 особи/км².  Було 144 помешкання (78/км²).
Расовий склад населення:
| - 53,4 % — білих - 43,3 % — чорних або афроамериканців - 2,0 % — осіб інших рас |

До двох чи більше рас належало 1,3 %. Частка іспаномовних становила 3,0 % від усіх жителів.
За віковим діапазоном населення розподілялося таким чином: 21,5 % — особи молодші 18 років, 62,1 % — особи у віці 18—64 років, 16,4 % — особи у віці 65 років та старші. Медіана віку мешканця становила 44,7 року. На 100 осіб жіночої статі у місті припадало 88,6 чоловіків;  на 100 жінок у віці від 18 років та старших — 90,2 чоловіків також старших 18 років.
Середній дохід на одне домашнє господарство  становив 42 710 доларів США (медіана — 35 625), а середній дохід на одну сім'ю — 57 500 доларів (медіана — 43 750). За межею бідності перебувало 16,9 % осіб, у тому числі 10,3 % дітей у віці до 18 років та 29,2 % осіб у віці 65 років та старших.
Цивільне працевлаштоване населення становило 103 особи. Основні галузі зайнятості: освіта, охорона здоров'я та соціальна допомога — 23,3 %, виробництво — 11,7 %, роздрібна торгівля — 10,7 %.